# K.マイケル・ヘイズ
ケネス・マイケル・ヘイズ (Kenneth Michael Hays, 1952年10月18日 - ) は、アメリカ合衆国の建築史家、建築理論家。ハーバード大学デザイン学部エリオット・ノイズ終身教授。
1976年ジョージア工科大学卒業後、1979年マサチューセッツ工科大学大学院修士課程修了。同大学よりPh.D。
北米における建築理論活動の中心的役割りを果たしてきた。20世紀末から21世紀初頭にかけて世界の建築理論を牽引した雑誌『アッサンブラージュ』の設立者であり、2000-2009年にかけてホイットニー美術館建築部門のキュレーターも務めた。
これまでの主たる研究領域はヨーロッパ・モダニズムと批評理論、および現代建築における理論的課題である。前者に関してはハンネス・マイヤーやルートヴィヒ・ヒルベルザイマー、ミース・ファン・デル・ローエ、後者に関してはピーター・アイゼンマンやバーナード・チュミ、後期ジョン・ヘイダックについての書を出版してきた。

## 主要な著作
- Modernism and the Posthumanist Subject: The Architecture of Hannes Meyer and Ludwig Hilberseimer, The MIT Press, Cambridge, Mass., 1995（松畑強訳『ポストヒューマニズムの建築、ハンネス・マイヤーとルートヴィヒ・ヒルベルザイマー』鹿島出版会、1997年、ISBN 4306043606）